# Marcos Antônio Tavoni
Dom Marcos Antônio Tavoni (São Carlos, 21 de abril de 1967) é um bispo católico brasileiro. É o bispo diocesano de Bom Jesus do Gurguéia.

## Biografia e vida eclesiástica
Filho de Antônio e Dirce Tavoni, atuou na infância e juventude como acólito e catequista na paróquia de Santa Izabel, da diocese de São Carlos. Trabalhou como funcionário, por nove anos, na Faculdade de Engenharia da Universidade de São Paulo até que, em 1989, ingressou no Seminário Diocesano de São Carlos e fez por dois anos o curso de Filosofia, que concluiu junto ao estudo de Teologia, no Seminário Maior Arquidiocesano de Brasília, cidade para onde havia se mudado.
Tornou-se presbítero em 30 de novembro de 1996 pelo cardeal, dom José Freire Falcão, atuando a partir de 1997 na arquidiocese de Palmas onde foi "pároco, professor, ecônomo e reitor do Centro de Evangelização e do Seminário Interdiocesano"; ali dirigiu a Casa de Marta, dedicada a adolescentes grávidas. Era o responsável pela paróquia Cristo Redentor, em Taguatinga Norte, quando foi nomeado bispo de Bom Jesus da Gurgueia pelo Papa Francisco, em 15 de janeiro de 2014.
Em 8 de abril de 2022 recebeu, pela Assembleia Legislativa do Piauí o título de cidadão honorário daquele estado, momento ao qual "uma grande caravana de fiéis de Bom Jesus compareceu à sessão solene". Na ocasião a Assembleia divulgou suas declarações: "...o título era de todos os padres dos 21 municípios que compreendem a região. O líder eclesiástico reafirmou seu compromisso com os fiéis de colocar a Igreja Católica como protagonistas da luta contra as dificuldades do sul do Piauí. Ele citou desafios em relação à geração de renda, aos conflitos agrários e saúde materno-infantil, mas também conquistas relacionadas à pavimentação, energia e melhoria da BR-135.

## Posse episcopal em Bom Jesus da Gurgueia
Segundo informou a CNBB em 2014, a posse de D. Tavoni ocorreu no dia 28 de março daquele ano e se deu "em missa solene concelebrada pelos padres da diocese e bispos do regional Nordeste 4 da Conferência Nacional dos Bispos do Brasil (CNBB), na catedral diocesana de Nossa Senhora das Mercês.
Durante a celebração, padres e bispos revezaram-se para recordar momentos importantes da vida eclesial do novo bispo e da atuação do bispo emérito de Bom Jesus de Gurgueia (PI), dom Ramón López Carrozas, que renunciou por motivos de idade, conforme o Código de Direito Canônico. O arcebispo de Teresina (PI), dom Jacinto Furtado de Brito Sobrinho, saudou os fiéis e falou sobre a história de dom Ramón. O presidente do Regional Nordeste 4 e bispo de Parnaíba (PI), dom Alfredo Schäffler, e o bispo auxiliar de Brasília, dom Valdir Mamede, participaram da celebração e saudaram dom Tavoni".